# 苦力

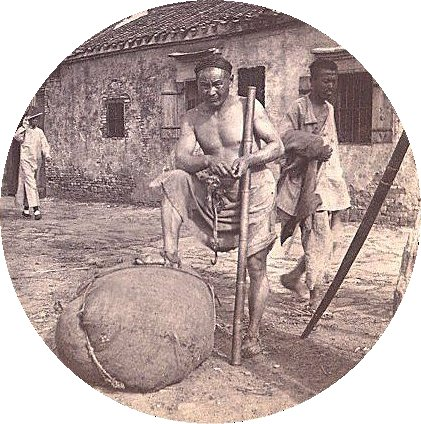
1900年頃の中国人の苦力（浙江省）

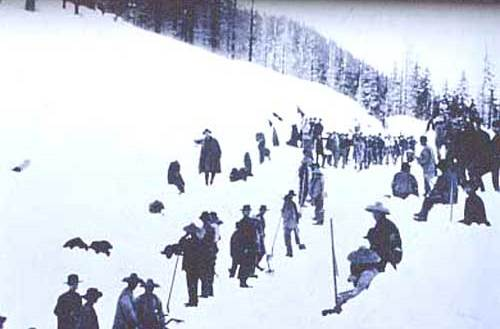
雪の中で大陸横断鉄道建設のために働く中国人の苦力

苦力（クーリー、くりょく、タミル語: கூலி、英: coolie）は、19世紀から20世紀初頭にかけての、中国人・インド人を中心とするアジア系の移民、もしくは出稼ぎの労働者。

## 概要
主に大英帝国の植民地、旧植民地であるアメリカ合衆国、カナダ、オーストラリア、ニュージーランド、ペルー、南アフリカ共和国、スリランカ、マレーシア、ハワイ、フィジー、モーリシャス、レユニオン島、西インド諸島、香港、シンガポール、ロシア等で低賃金で過酷な労働を強いられた。
苦力の移民は「客頭」などのブローカー結社により組織的に行われ、こうした労働力を売買する商行為は「苦力貿易」と呼ばれた。

## 歴史
奴隷制度が廃止された後、ヨーロッパ諸国の多くの植民地やアメリカで労働力が不足した。イギリスの植民地であったインド亜大陸の貧民層や、アヘン戦争後には、広東・福建両省を中心に、汕頭市、アモイ、マカオなどから労働力としてのクーリーが世界各地に送られた。当初はインド人労働者を指した呼び名であったが、後に中国人労働者に「苦力」という漢字をあてた。
アヘン戦争後に清がイギリスと結んだ南京条約や虎門寨追加条約、アメリカと結んだ望厦条約など、列強と結んだ不平等条約に規定された領事裁判権によって、列強国人は、清国人を誘拐まがいに連れてくることが容易になり、そうした行為を代行する清国人を保護することも簡単になり、貧乏農家の男の子を誘拐する手助けをし、それを清国政府が取り締まろうとするのを妨害した。アメリカは1847年と1849年に、苦力貿易をアメリカ商社が行うことを禁止する法律を成立させたが、その条文にはアメリカ商社が外国の港から外国の港へ運ぶ行為を罰する規定はなかった。その抜け道を利用して、ラッセル商会、オリファント商会、オーガスチン・ハード商会、ウエットモーア商会といったアメリカ商社は、誘拐や姦計によって集められた若い男性労働者をキューバやラテンアメリカ諸国に輸送した。オリファント商会がペルー政府と結んだ契約書には、「第3条　ペルー政府はオリファント商会以外の会社と苦力購入契約を結ばない。オリファント商会は最高品質の苦力を厳選して供給する」「第15条　一隻ごとに船積みされる苦力の数は500頭を下回らないこと」と記されている。アメリカ本土の苦力は、アメリカ雇用主に期限付きで奉公し、前借りを返済し次第自由になる契約移民やアメリカまでの船賃を工面して新天地で金を探そうとやってきた自由移民という形式をとっており、建前上は自由意思による移民であった。清は自国民が外国に出ることを禁止していたが、1868年7月28日にアメリカのウィリアム・スワード国務長官と、元アメリカの駐清公使で、清の外交使節の全権のアンソン・バーリンゲームによって、清の主権の尊重とすべての国が清と均等で自由な通商ができることを確認したスワード・バーリンゲーム条約が結ばれた。その第5条は、両国民の自由な移住を認めるというもので、スワード国務長官の狙いはカリフォルニアの労働力不足を解消することであった。後世の歴史家によって低賃金労働者供給条約と揶揄されている。
アメリカには大陸横断鉄道建設の労働者などとして使われ、中国からカリフォルニアに10万人以上が送られた。オーストラリアやマレーシア、マダガスカルなどにも、各々10万人程度が移住したとされる。また、ロシアでもシベリア鉄道建設の労働者などとして10万人以上が送られた。
こうした19世紀の移民によって、世界各地に華人社会の原型が形作られていった。
正式な海外渡航は北京条約締結以後になるが、それまでにも事実上、中国からの苦力輸出は行われていた。その背景は失業対策ともされる。
苦力は劣悪な環境で扱われたため、航海中や作業中に死亡することが多く、現地でも最下層の生活を送った。さらに、渡航費用などの諸経費はすべて苦力の借財となる労働契約だったが、当時はブローカーの仲介なしに他国での就職や定住は望めない実情があった。
また日中戦争時には満州や日本の占領地でも苦力が使役されたが、第二次世界大戦後に社会主義国家である中華人民共和国が成立すると事実上の鎖国政策や強制労働（労働教養、下放）が採られ、自国に労働力が振り向けられることになり、苦力は消滅した。
19世紀のゴールドラッシュで苦力として南アフリカ共和国に渡った中国系移民はアパルトヘイト政策の被差別対象となったものの、経済的理由から国策上名誉白人として扱われた中国語を話す他の華僑や華人と見分けのつかないことから投票権を除いて事実上名誉白人に準じた扱いを享受していた（民間における差別感情や差別行為の存在は否定できない）。彼らはその曖昧な法的地位ゆえに、黒人経済権限付与計画や積極的差別是正措置が適用されず大きな問題となっていたが、2008年6月18日に南アフリカの高等裁判所において、中国系住民を黒人と同様に扱うという逆転的な名誉人種の適用を受けることとなった。